# لي سو جيونغ
لي سو جيونغ (بالكورية: 이수정)‏ هي مغنية كورية جنوبية، ولدت يوم 6 يوليو 1992 في منطقة سيو في كوريا الجنوبية.

## روابط خارجية
- Baby Soul على موقع ميوزك برينز (الإنجليزية)
- Baby Soul على موقع ميوزك برينز (الإنجليزية)
- Baby Soul على موقع ديسكوغز (الإنجليزية)